# WTA Schenectady
Das WTA Schenectady (offiziell: Schenectady Open) war ein Damen-Tennisturnier der WTA Tour, das in Schenectady im Bundesstaat New York ausgetragen wurde. 

## Siegerliste

### Einzel
| Jahr                    | Siegerin           | Finalgegnerin       | Ergebnis      |
| ----------------------- | ------------------ | ------------------- | ------------- |
| ↓ Kategorie: Tier V ↓   |                    |                     |               |
| 1988                    | Gretchen Magers    | Terry Phelps        | 7:6, 6:4      |
| 1989                    | Laura Gildemeister | Marianne Werdel     | 6:4, 6:3      |
| 1990                    | Anke Huber         | Marianne Werdel     | 6:1, 5:7, 6:4 |
| 1991                    | Brenda Schultz     | Alexia Dechaume     | 7:6, 6:2      |
| 1992                    | Barbara Rittner    | Brenda Schultz      | 7:6, 6:3      |
| ↓ Kategorie: Tier III ↓ |                    |                     |               |
| 1993                    | Larisa Neiland     | Natalija Medwedjewa | 6:3, 7:5      |
| 1994                    | Judith Wiesner     | Larisa Neiland      | 7:5, 3:6, 6:4 |

### Doppel
| Jahr                    | Siegerinnen                      | Finalgegnerinnen                | Ergebnis      |
| ----------------------- | -------------------------------- | ------------------------------- | ------------- |
| ↓ Kategorie: Tier V ↓   |                                  |                                 |               |
| 1988                    | Ann Henricksson Julie Richardson | Lea Antonoplis Cammy MacGregor  | 6:3, 3:6, 7:5 |
| 1989                    | Michelle Jaggard Hu Na           | Sandra Birch Debbie Graham      | 6:3, 6:2      |
| 1990                    | Alysia May Nana Miyagi           | Linda Ferrando Wiltrud Probst   | 6:4, 5:7, 6:3 |
| 1991                    | Rachel McQuillan Claudia Porwik  | Nicole Arendt Shannan McCarthy  | 6:2, 6:4      |
| 1992                    | Alexia Dechaume Florencia Labat  | Ginger Nielsen Shannan McCarthy | 6:3, 1:6, 6:2 |
| ↓ Kategorie: Tier III ↓ |                                  |                                 |               |
| 1993                    | Rachel McQuillan Claudia Porwik  | Florencia Labat Barbara Rittner | 4:6, 6:4, 6:2 |
| 1994                    | Meredith McGrath Larisa Neiland  | Pam Shriver Elizabeth Smylie    | 6:2, 6:2      |